# 코비 (장난감)
코비(Cobi)는 폴란드 바르샤바에 본사를 둔 폴란드 장난감 회사이다. 이 회사는 1987년에 설립된 이래로 퍼즐과 보드 게임을 생산해왔다. 1992년에 레고 블록(Lego block)과 호환되는 인터로킹 스터드 및 튜브 시스템이 있는 빌딩 블록을 생산하기 시작했다. 그들의 인기로 인해 회사는 주로 빌딩 블록 세트 생산으로 전환했다. 

## 같이 보기
- 옥스포드 블록